# Stecca da biliardo

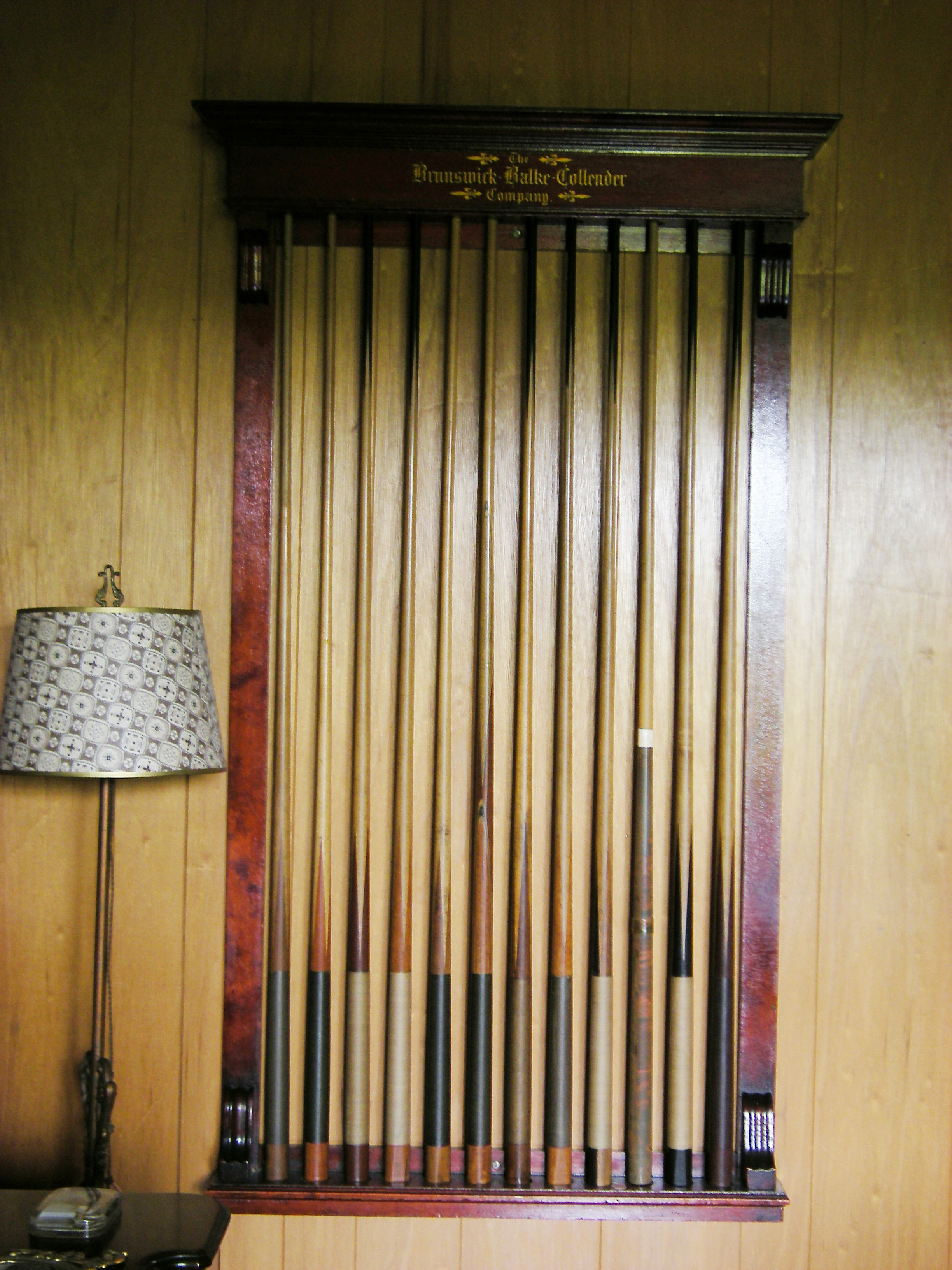
Vecchie stecche da biliardo in legno

La stecca da biliardo è un'asta conica, lunga circa un metro e mezzo, realizzata con materiali che consentono resistenza e una certa flessibilità necessaria all'azione di colpire una biglia. 
Può essere costituita di vario materiale. Al tradizionale legno, oggi sono affiancati e preferiti materiali quali le leghe metalliche (es. alluminio) o la fibra (es. di carbonio) e il kevlar. Possiede un peso che può variare, a seconda delle preferenze, dai 500 agli 800 grammi. 

## Costruzione
La stecca da biliardo tradizionale e sino a qualche decennio più utilizzata era intera, quindi non smontabile, e costruita in legno. Per motivi estetici e per renderne la struttura meno soggetta alla curvatura si usavano incastri più o meno elaborati di legni, specialmente con tecnica detta alla francese. Successivamente, nel periodo tra le due guerre all'estero e dopo la seconda guerra mondiale in Italia, vennero introdotte le prime stecche smontabili più adatte al trasporto.
Negli anni cinquanta aziende storiche come Vaula (Torino), Pagliani & Provenzale (Torino), Rutigliani (Bari) introdussero i primi modelli stratificati (detti Arlecchino) esportando numerosi prodotti in tutta Europa e soprattutto in Canada e negli Stati Uniti. Queste aziende chiusero tutte tra la fine dei sessanta e dei settanta per diversi motivi.
Attualmente i modelli, in legno o altro materiale, che vengono realizzati sono perlopiù costituiti da due parti: l'impugnatura (detta anche calcio) ed il puntale. Le due parti si uniscono tra loro in modo stabile tramite un innesto filettato (joint) che in genere è metallico o in legno. Nel corso degli anni i giunti si sono evoluti notevolmente con lo scopo di migliorare il collegamento tra le parti per dare una maggiore sensazione di corpo unico. I primi giunti creati furono per praticità in ottone, poi vennero introdotti quelli in legno e quindi quelli in acciaio e ottone. Attualmente i più popolari sono questi ultimi nella variante "guidata", quindi con un perno ad alta precisione che guida le parti prima dell'avvitatura. Due esempi sono il giunto Viper od il giunto Uni_loc .
In genere la stecca da biliardo è uno strumento personale del giocatore che preferisce usare un attrezzo coerente con le proprie caratteristiche di gioco. Qualità dei materiali impiegati e precisione della realizzazione la possono rendere particolarmente costosa. 
Diversamente le stecche di uso comune, noleggiabili nei bar e nelle sale da gioco, sono economiche e "monopezzo". In genere sono costruite con materiali meno pregiati quali le resine plastiche o legni di basso valore (acero scuro) o di bassissimo valore (ramino o pioppo). 
Ogni disciplina del gioco del biliardo richiede delle specifiche tecniche molto particolari che fanno distinguere nettamente le stecche una dall'altra.

### I materiali
Numerosi sono i materiali utilizzati per la costruzione delle stecche da biliardo. In tutto il mondo, ad eccezione dell'Italia, le stecche considerate di più alto valore sono in legno, di origine esotica per il calcio e di origine Nordica per i puntali.
In Italia vengono prodotte stecche costituite principalmente in fibra di carbonio, alluminio o legno. Nel caso delle stecche da biliardo all'italiana, hanno il calcio più pesante poiché la struttura interna è costituita da varie parti in lega metallica con il piombo o il ferro. I casi in cui si combinano i materiali (ad es. calcio di legno e puntale in alluminio) sono assai rari ma anche di poco pregio.
In passato si usavano anche materiali che attualmente si utilizzano molto raramente, come l'avorio, che è ricercato da pochi giocatori in Nord America ed in estremo oriente per il suo valore simbolico.
I legnami qualitativamente più ricercati per i calci delle stecche sono originari del Centro/Sud America come il cocobolo, bois de rose, amaranto o più raramente dall'Africa come l'ebano del Madagascar (molto più resistente di quello del Senegal).
Per i puntali in legno di qualità si usano unicamente acero canadese od il carpino francese o dei Balcani. L'acero duro canadese (acer saccharum) ha la qualità di essere compatto, elevato peso e debitamente rigido. Altri tipi di acero non sono adatti e sono anche esteticamente brutti ad eccezione di quello Russo che è molto bello, ma ha bassa rigidità e bassissimo peso.
Per l'impugnatura del calcio, nel caso delle stecche da pool, è ricoperto di un filamento di fibra di lino.

### Il calcio e l'impugnatura
Il calcio è la parte della stecca che viene utilizzata dalla mano per imprimere il colpo e la forza alla biglia battente. Ogni disciplina detta delle caratteristiche che ne diversificano materiali, forma e struttura.
I più complessi sono quelli per il gioco dei "5 birilli" che possiedono arditi sistemi di variazione del peso (ad asta, a vite, ad anelli) del punto di bilanciatura e, per alcuni modelli di punta, anche di sistemi telescopici di prolunga. 
I calci vengono decorati in diversi modi. Nel caso di calci in legno gli abbellimenti possono essere costituiti da intarsi di diverso legno (più spesso solo di diverso colore) o anche intarsi di madreperla, argento o altri materiali preziosi. All'estremità è in genere posto un tappo di gomma per consentire di appoggiare la stecca al suolo senza rovinarla.
L'impugnatura è la parte del calcio che viene stretta dalla mano. Questa può essere composta da alcantara, neoprene (gomma), pelle o filo di lino Irlandese.
Peso, bilanciamento e lunghezza del calcio variano in relazione al biliardo e al tipo di gioco.

### Il puntale
Il puntale è la parte della stecca che colpisce la biglia e che scorre sulla mano di appoggio. 
Il puntale può essere realizzato con diversi materiali differenti. Ad eccezione dell'Italia dove si usano preferenzialmente fibre sintetiche (kevlar, carbonio...), nel resto del mondo del biliardo si usano puntali in legno, acero canadese essenzialmente.
Negli anni sessanta un'azienda Italiana leader nel settore ha lanciato i puntali multistrato composti da diversi spicchi di legno, con lo scopo di rendere il puntale più omogeneo e compatto.
Negli anni ottanta vennero introdotti i primi puntali in alluminio prima ed in fibra di carbonio poi. Questi materiali rivoluzionarono il mondo della stecca introducendo nuove caratteristiche prima sconosciute.
Per evitare di colpire malamente la biglia con la punta della stecca (da qui il termine steccare ossia sbagliare il tiro) e avere un impatto preciso e corretto, alla sua estremità è incollato un "cuoietto", generalmente di cuoio bovino (detto anche girello o tacchetto).
L'uso del cuoietto consente di colpire con precisione e forza la biglia battente, imprimendo anche gli effetti.
Tra puntale e cuoio c'è sempre la ghiera (meccanica, chiamata anche virola dal francese virole). Nel caso dei puntali in legno questa, che una volta era fatta in avorio, serve a non danneggiare il legno. Nel caso dei puntali in fibra che sono essenzialmente dei tubi vuoti, questa che viene fatta in PVC o policarbonato, serve per creare una base per incollare il cuoio.

### Il cuoio

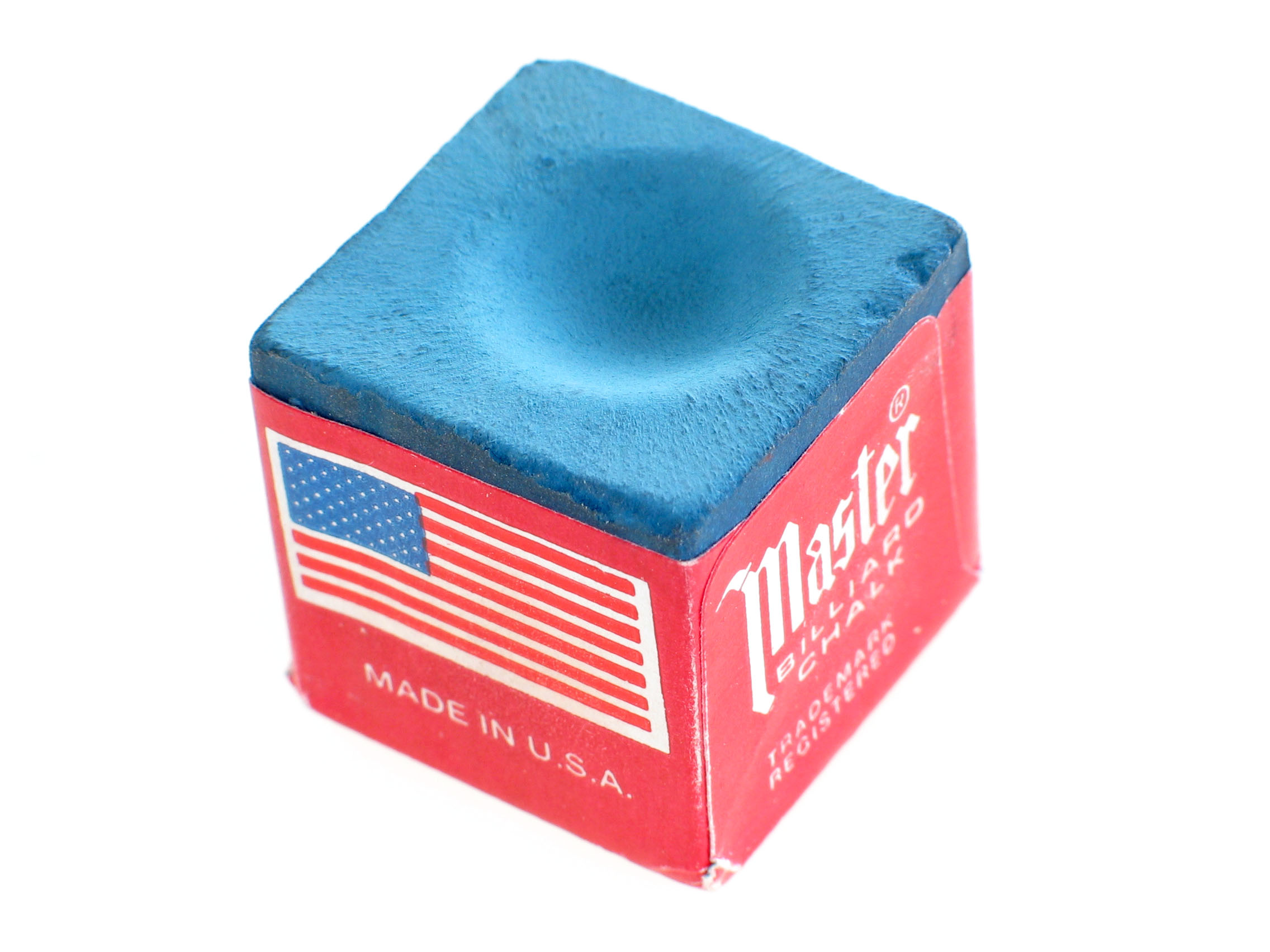
Il gesso col quale impregnare il cuoio del girello prima di un colpo

All'estremità del puntale è posto uno strato di cuoio leggermente bombato. Per renderlo più capace di tenere il gesso e arrotondato, solitamente viene trattato con carta vetrata. Lo sfregamento della carta alza il pelo rendendolo morbido. 
Il gesso è un elemento indispensabile per il cuoio. Questo composto, essenzialmente di quarzite, serve ad aumentare l'attrito con la biglia permettendo di controllare ed imprimere gli effetti. Data la sua natura abrasiva è il peggior nemico delle biglie.
In Italia il cuoio viene chiamato in diversi modi, tra cui tacchetto, girello o cuoietto.
Essenzialmente i cuoi più diffusi sono di natura bovina. Negli ultimi anni sono stati introdotti con grande successo i cuoi multistrato, realizzati con numerosi strati di pellame suino. La caratteristica essenziale di quest'ultimo tipo è quella di garantire un maggior controllo ed una più lunga durata, resistendo meglio allo "spanciamento" dovuto ai continui colpi ricevuti. Il pellame suino trattiene molto meglio il gesso.

## Alcuni modelli
- Fraschetta, stecca in legno monopezzo con puntale in acero. La parte centrale è formata dall'intreccio di 2 o più fasce di legno. Gli intrecci possiedono una colorazione superficiale a scopo estetico. Era il modello più comune per il gioco ai 5 birilli (o all'italiana). Per consentire di imprimere forza nel tiro il peso della stecca si avvicinava agli 800 grammi. Con l'introduzione dei biliardi internazionali e nuovi materiali in fibra il peso della stecca da biliardo per il gioco dei 5 birilli è notevolmente diminuito.
- Arlecchino, stecca in legno monopezzo con puntale in acero. Il nome deriva dalla composizione e lavorazione del legno estremamente complicata. Gli strati di legno sono obliqui e incrociati, ognuno con diverso colore, da qui la derivazione del nome. Era il modello in legno che forniva maggiore flessibilità e delicatezza d'uso nei tiri di precisione (il peso variava da 750 a 780 grammi) e per questi motivi preferita nel gioco ai 9 birilli (detta anche Goriziana). Furono costruiti modelli a due pezzi, pratici al trasporto ma l'inserimento di una giunzione, perlopiù metallica ne diminuiva l'elasticità e quelle con giuntura in legno (a perno o a vite) erano soggette a rompersi a causa delle vibrazioni ricevute durante il colpo.

## Curiosità
Nell'ambiente del biliardo con la stecca la frase "calma e gesso" si usa per indicare che durante una partita è necessario tenere sotto controllo la tensione nervosa, ma anche che, prima di agire, è necessario assicurarsi di aver correttamente preparato lo strumento di gioco.